# Austrolejeunea olgae
Austrolejeunea olgae är en bladmossart som först beskrevs av Rudolf Mathias Schuster, och fick sitt nu gällande namn av Rudolf Mathias Schuster. Austrolejeunea olgae ingår i släktet Austrolejeunea och familjen Lejeuneaceae. Inga underarter finns listade i Catalogue of Life.